# ۸۴ (پیش از میلاد)
۸۴ (پیش از میلاد) ۸۴مین سال قبل از تقویم میلادی است.